# Johann Daniel Wutsdorff
Johann Daniel Wutsdorff (* 1748 in Greifenhagen; † 5. Mai 1819 in Stargard in Pommern) war ein deutscher Kommunaljurist. Er war von 1801 bis 1809 und von 1813 bis 1815 Oberbürgermeister von Stargard in Pommern. 
Sein Vater Theodor Friedrich Wutsdorff (Theodor Wutzdorff; * 1716; † 1773) war evangelischer Geistlicher; er war ab 1734 Rektor, ab 1746  Diakon und 1773 Pastor und Präpositus in Greifenhagen.
Johann Daniel Wutsdorff studierte ab 1770 die Rechte an der Universität Halle. Er wurde Assessor am Stadtgericht in Stargard, dann Stadtsyndikus und 1785 Justizbürgermeister. 1801 wurde er vom Magistrat als Nachfolger des verstorbenen Gottfried Georgi zum städtischen Landrat und Oberbürgermeister gewählt. 
Die Preußische Städteordnung von 1808 brachte eine Neuordnung der Kommunalverfassung. Dem neuen Magistrat, der im  Mai 1809 nunmehr erstmals durch die Stadtverordnetenversammlung gewählt wurde, gehörte Wutsdorff nicht mehr an, ebenso wie auch die übrigen Mitglieder des alten Magistrats nicht mehr. Wutsdorff wurde pensioniert; neuer Bürgermeister wurde der bisherige Kriegsrat Ernst Traugott Lehmann. Nach dem Tode Lehmanns wurde Wutsdorff 1813 noch einmal zum Bürgermeister gewählt, ging aber bereits 1815 endgültig in Pension; neuer Bürgermeister wurde der bisherige Stadtsyndikus Emanuel Christian Ludwig Stange. Wutsdorff starb 1819 in Stargard.